# Voestalpine
A voestalpine AG é uma empresa siderúrgica austríaca e internacional sedeada em Linz (Alta Áustria). 
O Grupo voestalpine é um Grupo de tecnologia baseada em aço e de bens industriais que opera em todo o mundo. Com 500 empresas de produção e de vendas em mais de 50 países em 5 continentes, o Grupo vem sendo listado no Vienna Stock Exchange desde 1995. 
O Grupo é um dos parceiros líderes das indústrias automobilística e de bens de consumo da Europa e para as indústrias de petróleo e gás em todo o mundo. O Grupo voestalpine também é líder mundial de mercado em tecnologia para desvios para a indústria ferroviária, trilhos especiais, aço para ferramentas e perfis especiais. 
No exercício de 2012/13, o Grupo voestalpine registou receitas no valor de 11.5 bilhões de euros e um resultado operacional (EBITDA) de 1.45 bilhões de euros. O Grupo emprega aproximadamente 46,400 funcionários em todo o mundo.
47 por cento de sua força de trabalho é baseada na Áustria. Além de Linz, as plantas mais importantes estão em Leoben na Estíria e em Krems, na Baixa Áustria. Tinha uma grande fábrica em Liezen, na Estíria, que fechou na década de 1990.
O nome da empresa amalgama seus dois componentes principais, a VÖEST (Vereinigte Österreichische Eisen und Stahlwerke), estabelecida através de nacionalização em julho de 1946, e a ÖAMG (Österreichische-Alpine Montangesellschaft) original da Estíria, fundada em 1881.
 

## Divisões

### Divisão Steel
A Divisão Steel é o core business do Grupo voestalpine e, portanto, a maior unidade do Grupo. O foco da Divisão Steel é a produção e transformação de produtos de aços planos para a indústria automotiva, de eletrodomésticos e de construção. Áreas a jusante são o centro de serviços de aço, processamento, serviços de logística e mecatrônica. A maior empresa de exploração e holding da Divisão Steel é, ao mesmo tempo, voestalpine Stahl GmbH, com sede em Linz.

### Divisão Special Steel
Empresas de produção representates desta divisão estão localizadas na Áustria, Alemanha, Suécia, Brasil e Estados Unidos. A divisão foi formada pela aquisição da Böhler-Uddeholm. Seus produtos incluem o aço ferramenta e ligas especiais para turbinas de óleo e vapor. 

### Divisão Metal Engineering
A Divisão Metal Engineering é um agrupamento de atividades de infra-estruturas ferroviárias da voestalpine. Esta Divisão está dividida em trilhos e desvios, ferrovias e serviços de logística de transporte ferroviário, bem como cabos, tubos sem costura e tecnologia de soldagem. Os produtos da Divisão Metal Engineering são trilhos de alta qualidade e desvios, fio-máquina, trefilados e aço pré-esforço, tubos sem costura e produtos de soldagem semi-acabados e consumíveis. A Divisão Metal Engineering oferece um serviço completo para a construção de ferrovias.

### Divisão Metal Forming
Tendo iniciado suas atividades com 10 mil funcionários em todo mundo e com sede na cidade de Krems, a nova divisão Metal Forming – resultado da fusão da Divisão Automotive e a Divisão Proliform – está organizada em 5 segmentos: Tubes & Sections; Automotive Body Parts; Precision Strip; Material Handling e Flamco.
 

## História

### 1938 – 1945. A localização em Linz do império de AG "Hermann Göring" Berlin.
Em 1938, uma fábrica de ferro e de aço foi criada em Linz, como parte da indústria bélica Nazi. De 1941 em diante, este complexo de empresas em Linz começou a produzir gradualmente. Milhares de trabalhadores estrangeiros (trabalhadores civis estrangeiros, trabalhadores forçados, prisioneiros de campo de prisioneiros de guerra e de concentração) foram usados para construir as usinas e para a produção de armamentos.

### 1945 – 1955. VÖEST até o Tratado do Estado Austríaco.
A história de sucesso da VÖEST começou com a gestão do caos do pós-guerra e da reconstrução. Um passo importante foi o desenvolvimento do processo de LD (Linz-Donawitz). Depois de um longo período de trabalho preliminar na Áustria e outros países, cientistas em Linz fizeram a descoberta. Desde 1952 o processo LD revolucionou a produção de aço.

### 1956 – 1962. VÖEST até o início da formação do grupo.
A gestão pública da VÖEST foi substituída por organismos organizacionais costumeiros e as atividades de investimento foram voltados principalmente para a modernização e racionalização das linhas de produção.

### 1963 – 1973. VÖEST até a fusão com a Österreichisch-Alpine Montangesellschaft.
Os desenvolvimentos dominantes deste período foram a reorganização da VÖEST, um programa especial de investimento e a fusão entre VÖEST e ÖAMG (Österreichisch-Alpine Montangesellschaft) em VÖEST-ALPINE AG. Mais tarde esse nome foi alterado – o Ö se tornou um O.

### 1974 – 1985. VOEST-ALPINE AG até a Reforma da ÖIAG.
Os efeitos da fusão coincidiram com a crise econômica internacional. Desde 1975, os reflexos desta crise atingiram até a Áustria. Uma nova forma de organização foi instituída e uma extensa estratégia de diversificação foi iniciada. A crise latente nas indústrias nacionalizadas já por algum tempo, culminou em 1985 - o conglomerado então nacionalizado estava falido.

### 1986 – 1993. VOEST-ALPINE AG até a dissolução da Austrian Industries. O conglomerado foi quebrado.
Em 1988, a VOEST-ALPINE STAHL AG é criada no curso de reestruturação. Em 1990, a Austrian Industries AG foi fundada e a organização foi novamente alterada. No final de 1993, no contexto da Lei de Privatização, três grupos foram criados a partir da Austrian Industries AG: VA Technologie AG, Böhler-Uddeholm AG e VOEST-ALPINE STAHL AG.

### 1993 – 1995. VOEST-ALPINE STAHL AG até o início da privatização.
Perante o cenário de uma crise no mercado de aço, a VOEST-ALPINE STAHL AG, como empresa responsável pela gestão, foi dividida em três divisões, e de maneira a otimizar a carteira de negócios. O ano de 1995 foi marcado pela transição da VOEST-ALPINE STAHL AG de empresa de propriedade majoritária para empresa de capital aberto.

### 1995 – 2001. Reestruturação do Grupo: de VOEST-ALPINE STAHL AG para voestalpine AG
A privatização da VOEST-ALPINE STAHL AG começou em outubro de 1995 com a venda de 31,7 por cento das ações da República da Áustria na bolsa de valores. O portfólio de produtos do grupo foi reforçado através de um extenso programa de expansão. Em 2001, a estrutura corporativa foi alterada. A quebra nas divisões de Aço, movimento (Automotiva, a partir de 2005), Sistemas Ferroviários e ‘Profilform’ refletiram uma clara orientação para o processamento ("Mais a partir do aço"). Isso englobava a convicção de que a cadeia de valor também deveria ser muito significativamente alargada (empresas de alta tecnologia e fornecedores de nicho de mercado). Ao mesmo tempo, o nome do grupo foi mudado para voestalpine AG e a partir daí em diante segue uma estratégia de marca guarda-chuva sob a marca voestalpine.

### 2002 em diante. voestalpine AG a partir de 2002 até o presente.
Esse período foi essencialmente marcado pelo programa de investimento "Linz 2010", pela privatização completa da voestalpine e pela emissão de uma obrigação convertível para os restantes 15% das ações detidas pelo governo em 2003 (após a conversão da última obrigação em 31 de agosto de 2005, a voestalpine era então totalmente de propriedade privada), pela aquisição do Grupo Böhler-UDDEHOLM em 2007/08 e pelo sucesso econômico do Grupo, mas 2009/10, devido à grande crise econômica, foi o mais duro e difícil exercício em décadas. No entanto, durante os primeiros nove meses do ano comercial 2010/2011 o Grupo voestalpine foi novamente capaz de alcançar um crescimento muito significativo no volume de negócios e resultados em relação ao ano anterior. 

## voestalpine no Brasil
Com 6 empresas diferentes no Brasil,  representantes de todas as divisões excepto da Divisão Steel, e aproximadamente 2,500 trabalhadores, a voestalpine está contribuindo para impulsionar o progresso em todo o mundo.

### Empresas da Divisão Special Steel

#### Villares Metals S.A.
Com mais de 70 anos de mercado, a Villares Metals é a maior produtora de aços especiais não planos de alta-liga da América Latina. Empresa siderúrgica semi-integrada, a Villares Metals possui uma linha de produtos ampla, que inclui: aços rápidos, aços ferramenta (aços para trabalho a quente, aços para trabalho a frio, aços para moldes plásticos), aços inoxidáveis, aços válvula, ligas especiais e peças forjadas. 
Possui o maior centro de distribuição de aços-ferramenta da América Latina, com uma área de 5,500m2 em Sumaré (SP) e outro de 1,300m2 em Joinville (SC) com capacidade de entrega em todo Brasil. Para atender as necessidades específicas de seus clientes, a empresa possui um moderno Centro de Pesquisa e Desenvolvimento. 
A Villares Metals emprega cerca de 1,400 pessoas e seu faturamento no último ano fiscal (início em abril de 2012 e término em março de 2013), foi próximo a R$ 800 milhões.

#### Aços Böhler-Uddeholm Do Brasil Ltda.
Subsidiária brasileira do Grupo austríaco Böhler. Desde 1948 atende todo o Brasil, fornecendo aços especiais na forma de barras, chapas, tubos e fitas, produzidos na usina na Áustria.

### Empresas da Divisão Metal Engineering

#### Böhler Técnica de Soldagem Ltda.
A BÖHLER WELDING GROUP é uma empresa tradicional líder de mercado mundial no seu segmento. É um dos maiores fabricantes de consumíveis de soldagem do mundo, destacando-se por oferecer uma linha completa de produtos para aplicação em praticamente todos os processos de soldagem e ligas metálicas. 

#### voestalpine VAE Brasil Produtos Ferroviários Ltda.
O Grupo voestalpine VAE, uma empresa subsidiária da voestalpine AG, é a líder do mercado mundial de desvios ferroviários. Com mais de 40 centros de produção e vendas em todo o mundo, o Grupo voestalpine VAE projecta e fabrica desvios Vignol, ‘crossovers’, deslizamentos, travessias de diamantes e layouts completos, etc. de acordo com as normas internacionais e requisitos específicos de clientes, para qualquer perfil de trilho e indicadores necessários. O portfólio de produtos do Grupo voestalpine VAE é completado por: ‘innovative point operating’, equipamentos de bloqueio e monitoramento, sistemas de diagnóstico para os ativos de infra-estrutura fixa e material circulante, bem como serviços múltiplos.

### Empresas da Divisão Metal Forming

#### voestalpine Meincol S.A.
A voestalpine Meincol é uma empresa que agrega a tradição da Meincol no mercado brasileiro, com o know-how tecnológico, desempenho e experiência mundial da voestalpine no segmento do aço. 
Com isso, ela vem ano a ano crescendo e estendendo seu alcance a novos mercados, reforçando sua imagem de empresa moderna, empreendedora e ágil na produção de soluções em aço padronizadas ou especiais, permitindo a melhor aplicação de tubos e perfis em qualquer projeto. 

### Empresas de Holding

#### voestalpine group-IT Tecnologia da Informação Ltda.
Criado como a fusão da voestalpine Informationstechnologie GmbH com a Intesy Business & IT Solutions GmbH, a empresa é um parceiro competente para processos de IT agregadores de valor do Grupo voestalpine. voestalpine group-IT GmbH é um dos principais especialistas em negócios e soluções de IT para a indústria de metal e metalurgia.